# Caloptilia cuculipenella
Caloptilia cuculipenella је врста мољца из породице Gracillariidae.

## Распрострањење и станиште
Врста је холарктичког распрострањења, а у Европи је потврђено присуство у већини земаља. За станиште најчешће бира рудерална подручја, дрвенасту вегетацију поред водених токова и сличне типове субурбаних и урбаних станишта. У Европи је потврђено присуство 27 врста из рода, али се тај број, с обзиром на истраженост групе, узима са резервом.

## Биљка хранитељка
Као најчешће хранитељке наводе се јоргован (лат. Syringa vulgaris), бели јасен (лат. Fraxinus excelsior) и калина (лат. Ligustrum vulgare), али су бележене и следеће врсте:
- јасмин (лат. Jasminum)
- црни јасен (лат. Fraxinus ornus)
- усколисни јасен (лат. Fraxinus angustifolia)
- амерички бели јасен (лат. Fraxinus americana)

## Опис
Гусенице су у почетку развоја минери листа, те су веома ситне и прозирног зеленог интегумента. Мину праве солитарну на лицу листа. Имају редукцију лажних екстремитета, те се парови налазе на четвртом, петом и шестом абдоминалном сегменту. У каснијим ларвеним ступњевима, напуштају мине и хране се као савијачи листова. Лутка је веома специфична и налази се у замотуљку листова. Налази се унутар издуженог свиленог омотача који је двема нитима (по једна на сваком крају) причвршћена за листове. У зависности од географског подручја, имају једну или две генерације. Лете у летњим месецима. Распон крила је до 12 милиметара.